# 夜晚，徘徊在我們的輔導教室
《夜晚，徘徊在我們的輔導教室》是softhouse-seal的旗下品牌SAMOYED SMILE於2017年11月24日發售的戀愛冒險類型成人遊戲，是SAMOYED SMILE的第二部作品。2018年11月22日由N43 Project發售DVDPG版。遊戲簡稱。

## 遊戲系統

《夜晚，徘徊在我們的輔導教室》的遊玩介面和獨白系統使用效果，圖片中角色為新島季奈

《夜晚，徘徊在我們的輔導教室》採取戀愛冒險的遊玩方式，玩家所扮演的是本作的男主角藤原晴生，大部分的劇情玩家會以藤原晴生的視角進行遊戲，部分劇情玩家會以其他角色的視角進行遊戲，玩家能看到所處視角角色的内心獨白。在某些對話中，對話對象的立繪旁邊會出現一個小型的對話框，點擊對話框可以看到對話對象當時的内心獨白。此外，對話對象的立繪會不定期眨眼，嘴型會隨著對話進行而變化。根據對話的内容做出不同動作或表情，如臉紅，驚愕，皺眉等。
玩家遊玩時需要閱覽屏幕上所顯示的文本以了解故事情節和人物之間的對話。這些文字會與人物的立繪和背景一同出现，用以表示對話的對象。在部分場景中會遇見代替背景和人物立繪的電腦圖像。《夜晚，徘徊在我們的輔導教室》擁有三個劇情分支路線，四個結局。每條路線的结局皆有所不同，且對應每一個女主角。玩家的選擇最終會影響進入哪條路線，从而影響结局。

## 故事簡介
藤原晴生受到母親裕美子的影響而成為教師。裕美子在過去創建了「藤原學園」，給無法進入一般學校的人提供教育機會。在裕美子去世後，學園交付給丈夫藤原秀嗣管理。秀嗣一直忙於工作，和晴生的關係十分生疏。在母親走後，父子之間交流更少，更是形同陌路。在晴生執教鞭不久就無法接受學校的風氣，進而選擇辭職。之後秀嗣病重住院，在得知晴生的情況，就讓晴生接手即將關閉的夜校「藤原學園」，幫助最後一届學生畢業，事成之後可以繼承他高達四億的遺產。
出於對母親建立的學園的眷戀和生活上境況，他接受了這個任務，擔任最後一届學生的班主任，負責學生全部的課程。學生只有小清水颯、新島季奈和門倉綾子三人，三人都有各自的問題。雖然可以馬虎應對，大開方便之門讓三人畢業，但是晴生用著遺產為藉口，不斷介入到她們的生活中，而且努力去備課和私下給個人補習。在教學過程中晴生想起過去成為教師的目的和理想，在一次大病之後，面對關心他而來訪的學生，他抛棄了遺產的藉口，真心決定讓學生們順利畢業，幫助他們實現夢想。之後根據玩家的選擇而進入三位女主角的個人線路。在不同路線中，學生三人都順利畢業，晴生在攻略角色的幫助下找回初心，重新投入教育事業中并和對方互相扶持。

## 登場角色
藤原晴生
本作主人公，和父親的關係很差。曾任職中學教師，由於無法接受學校的風氣而辭職。適逢父親病重，父親讓其接手即將關閉的夜間學校「藤原學園」，並表示讓最後一届學生畢業後，晴生才能承繼他的遺產。生活所迫下，晴生接下了這個任務。
小清水颯（聲：月野きいろ）
藤原學園的學生。問題少女，學園的教師基本對其不聞不問。原是貴族女子學校的學生，由於和家人鬧翻而選擇離家出走。晴生在得知情況時，她已經離家出走半年之久，於是收留她到家中居住。
新島季奈（聲：秋野花）
藤原學園的學生。待人和善的少女，城内日式點心店的獨生女，平日會到店内幫忙。在原來的學校中遭到欺凌而輟學，花了很長時間才重新振作。為了證明自己，而到夜校讀書，目標是成為大學生。
門倉理子（聲：こたつみやこ）
門倉綾子的女兒。開朗活潑的小女孩，由於家庭問題，自小就學會獨立，主動幫忙處理家務等工作。晴生在得知門倉一家的情況後，讓理子也到夜校，好幫忙看照。
門倉綾子（聲：杉原茉莉）
藤原學園的學生。單身媽媽，由於工作和照顧女兒的關係，缺席藤原學園的課程兩年。在中學時由於懷孕而輟學，事後男方不負責任，只能獨立照顧女兒。因為學歷問題找不到穩定的工作，所以到夜校進修。
藤原秀嗣（聲：豊井京介）
藤原晴生的父親。一個優秀的企業家，藤原學園的擁有者。工作狂，和妻兒的相處的時間很少，晴生也因此和他的關係很差。在妻子死後接手她興辦的學園，在病重時打算關閉藤原學園，讓兒子藤原晴生負責最後一届的學園學生。

## 音樂
SAMOYED SMILE在2017年11月7日於YouTube頻道公佈遊戲的三個角色結局的片尾曲，其中門倉理子結局的片尾曲由於音樂風格和BUMP OF CHICKEN相似，被部分人認為BUMP OF CHICKEN所創作而引起話題，視頻在遊戲發售前11月23日就有33萬播放量。有媒體事後訪問了負責遊戲音樂的KITAKEN，得知KITAKEN是BUMP OF CHICKEN的粉絲，寫過很多研究BUMP OF CHICKEN演奏和作品的文章。遊戲中音樂是他原創的，他沒有玩過遊戲，而是在看過劇本後，根據角色的不同經歷而創作出歌曲。遊戲的初回特典含有原聲帶，2019年8月30日原聲帶由Luminouscore代理發行，收錄22首歌曲，該版本原聲帶在2019年第96屆Comic Market期間先行發售。
| 《夜晚，徘徊在我們的輔導教室 原聲帶》 | 《夜晚，徘徊在我們的輔導教室 原聲帶》 | 《夜晚，徘徊在我們的輔導教室 原聲帶》 | 《夜晚，徘徊在我們的輔導教室 原聲帶》 | 《夜晚，徘徊在我們的輔導教室 原聲帶》 |
| 曲序                                  | 曲目                                  |                                       | 備注                                  | 时长                                  |
| ------------------------------------- | ------------------------------------- | ------------------------------------- | ------------------------------------- | ------------------------------------- |
| 1.                                    |                                       | KITAKEN                               | 演唱：，片頭曲                        | 4:10                                  |
| 2.                                    |                                       |                                       |                                       | 2:18                                  |
| 3.                                    |                                       |                                       |                                       | 2:23                                  |
| 4.                                    |                                       |                                       |                                       | 1:34                                  |
| 5.                                    |                                       |                                       |                                       | 1:13                                  |
| 6.                                    |                                       |                                       |                                       | 1:37                                  |
| 7.                                    |                                       |                                       |                                       | 1:43                                  |
| 8.                                    |                                       |                                       |                                       | 2:09                                  |
| 9.                                    |                                       |                                       |                                       | 1:58                                  |
| 10.                                   |                                       |                                       |                                       | 2:55                                  |
| 11.                                   |                                       |                                       |                                       | 1:45                                  |
| 12.                                   |                                       |                                       |                                       | 1:24                                  |
| 13.                                   |                                       |                                       |                                       | 2:13                                  |
| 14.                                   |                                       |                                       |                                       | 1:03                                  |
| 15.                                   |                                       |                                       |                                       | 1:28                                  |
| 16.                                   |                                       |                                       |                                       | 1:27                                  |
| 17.                                   |                                       |                                       |                                       | 2:09                                  |
| 18.                                   |                                       |                                       |                                       | 1:19                                  |
| 19.                                   |                                       |                                       |                                       | 1:35                                  |
| 20.                                   |                                       | KITAKEN                               | 演唱：，小清水颯結局片尾曲            | 5:31                                  |
| 21.                                   |                                       | KITAKEN                               | 演唱：KITAKEN，新島季奈結局片尾曲     | 3:53                                  |
| 22.                                   |                                       | KITAKEN                               | 演唱：KITAKEN，門倉理子結局片尾曲     | 4:10                                  |

## 開發及發行
《夜晚，徘徊在我們的輔導教室》是softhouse-seal的旗下品牌SAMOYED SMILE發行《青春五月雨》後的作品。《青春五月雨》部分的製作人員，負責原畫的2-G和，負責劇本的也有參與本作的製作上。本作的三個女主角分屬不同原畫家負責，其中負責小清水颯和藤原晴生的部分，2-G負責門倉母女的部分、是負責新島季奈的部分、Yむぎ則是負責事件的原畫和遊戲贈品的上色，劇本由porori、共同擔當，角色個人路線由不同人負責，porori是門倉理子線，是新島季奈線，是小清水颯線，為輔助。
2017年6月23日，SAMOYED SMILE正式開設《夜晚，徘徊在我們的輔導教室》的官方網站，8月25日首次在日本各地遊戲門店展開遊戲預約購買活動，之後在9月29日和10月27日再次舉辦相關遊戲宣傳和預約購買活動。預約購買會贈送女主角的特製插畫或者印有小清水颯的簽名版。10月SAMOYED SMILE參加第十九届Machi Asobi，在美少女遊戲藝術收藏中展出及宣傳《夜晚，徘徊在我們的輔導教室》。
10月27日SAMOYED SMILE公佈免費的遊戲體驗版，内容為故事序章的劇情，11月14日公佈免費的色情場景體驗版，包括三個女主角各一場和男主角發生性行為的劇情。2017年11月24日遊戲正式發售PC遊戲光碟盒裝版，數位版同時在DMM.com獨家發售，兩個版本售價一致。在不同門店購入PC遊戲光碟盒裝版，會贈送不同的印有女主角形象的緙織壁毯或者電話卡。其中在Amazon和Sofmap購入作品可以分別獲得門倉理子和小清水颯廣播劇CD。
N43 Project於2018年11月22日發售了本作的DVDPG版，使其能通過DVD播放器遊玩。

## 評價
《夜晚，徘徊在我們的輔導教室》在日本美少女遊戲暨動漫相關商品銷售網站Getchu屋的2017年11月最暢銷視覺小說遊戲排行榜上排行第十一名。在「Getchu.com美少女遊戲大賞2017」獲得劇本部門第十名，角色部門中小清水颯獲得17名。

## 外部連結
- 官方网站（日語）
- N43 Project遊戲頁面（日語）
- 《夜晚，徘徊在我們的輔導教室》在視覺小說數據庫的頁面（英文）